# 1989年アメリカ海洋大気庁P-3エンジン喪失事故
1989年アメリカ海洋大気庁P-3エンジン喪失事故 は、1989年9月15日金曜日、ハリケーン・ヒューゴによって発生した航空事故である。コールサインNOAA42、アメリカ海洋大気庁のN42RF号機であるロッキードWP-3Dオライオン気象情報航空機は、シンプソン・スケールでカテゴリ2～3に相当すると思われたハリケーン・ヒューゴの中心部への研究飛行を行った。しかし実際には、ハリケーン・ヒューゴは最高レベルであるカテゴリ5に相当する勢力であった。NOAA42がハリケーンの壁を通り飛行している最中に右翼内側にある3番エンジンが損傷し、一時機体の制御を失ったが、その後は安定した飛行を続けた。ハリケーンの目を抜けた機体は高度を上げてヒューゴを離れ、無事に飛行場へ帰還した。乗組員16人（乗組員15人、乗客1人）に怪我は無かった。

## 乗組員
NOAA 42の乗組員は以下の通り。
- 機長 - ローウェル・ゲンズリンガー
- 副操縦士 - ジェリー・マッキム
- ナビゲーター  - Sean White
- フライトエンジニア  - Steve Wade
- 無線通信士 -トム・ナン
- 電子エンジニア - Al Goldstein
- 電子エンジニア - Terry Schricker
- レーダーエンジニア - ニール・レイン
- 気象学者 - ジェフリー・マスターズ
- 科学者 - フランク・マルクス
- レーダーエンジニア - ピーター・ダッジ
- レーダーエンジニア - ロバート
- 大気海洋科学者 - ピーター・H.ブラック
- 放電プローブ専門家 - ヒュー・ウィロビー
- オブザーバー - ジェームズ・マクファデン

また、乗客として新聞記者のジャニス・グリフィスが乗り合わせていた。

## 事故の概要

### ハリケーン・ヒューゴへの飛行
ロッキードWP-3DオライオンN42RF号機（NOAA42）・通称カーミットは、3台のコンピュータ及び50台以上ものナビゲーションシステムと科学機器からなるレーダーを搭載したハリケーン・ハンターであり、ハリケーン・ヒューゴの研究フライトを務めることとなった。ハリケーン・ヒューゴは9月10日にアフリカの西海岸沖で発生後、カリブ海諸島と米国東海岸に向かって西に移動しているところであった。ハリケーンスケールではカテゴリ2～カテゴリ3と診断されていた。NOAA42は高度460メートルからハリケーン内部へ侵入し、その内部と周辺の気象状態を調査する予定であった。
9月15日15時55分にエンジンを始動。16時13分30秒、NOAA42は、バルバドスのグラントレー・アダムス国際空港を離陸した。16時23分には高度2900メートルまで上昇し、搭乗していた気象学者はレーダーでハリケーンの確認を開始した。しかし16時30分に、機体後部に設置されていたレーダーのスクリーンが突然停止した。電子エンジニアのGoldsteinとShrikerがレーダーの故障を報告し修理を行う間、前方のレーダーだけが稼働していたが、観測できる範囲は非常に狭くなった。この状態ではヒューゴの通過は難しいと判断し、NOAA42はヒューゴの周りを旋回しながら、レーダーの修理の完了を待った。
電子エンジニアがレーダーを修理している間に、気象学者はヒューゴの調査を行った。ヒューゴは、左右対称の綺麗な円形であり、直径約643キロメートル、目の直径は19キロメートルに及ぶ非常に強力なハリケーンであった。風速は時速240キロ、中央の圧力は950ミリバールに達していた。ヒューゴはカテゴリ3のはずであったが、気象学者たちがドップラーレーダースクリーンを見たところ、目の周りに明るいオレンジ色と赤色の濃い輪が出現していた。これは、ヒューゴが非常に強力なハリケーンであることを示していた。NOAA42の気象学者チームは、一週間前に現れたカテゴリ4のハリケーン・ガブリエルに相当するレベルである、とヒューゴを評価した。
16時55分、後部レーダーの修理が完了した。気象学者と機長は、ヒューゴへの侵入高度について議論を始めた。FAC（前線航空管制）は、NOAA42の1500メートル以下の下降を意図していなかった。しかし、カテゴリー4であるハリケーン・ガブリエルへも高度460メートルで侵入し無事に通過していたため、それほど危険ではないという結論に達した。だが、仮に乱気流が非常に強い場合は、高度1500メートルまで上昇する必要があった。
17時01分、NOAA42は機首を下げ暗い雲の壁へ向かって毎分300メートルの速度で垂直降下を始め、17時05分には高度460メートルとなった。降下開始時の風速は時速74～92キロであったが、高度460メートルの時点では時速157キロにまで達しており、視界は急速に暗くなった。数分後、NOAA42はヒューゴの乱気流を抜け、視界は再び明るくなった。レーダーを見ると、「目」は真っ赤な輪で囲まれており、さらにその輪を取り囲むように明るいオレンジと赤の輪が広がっていた。ベテラン気象学者のマスターズは高度を1524メートルまで上げるように指示をしたが、3分後には風速が時速111キロまで落ちたため、高度460メートルのままヒューゴの中心へ侵入することに決めた。その後、マスターズはこの決定を「ばかげた間違い」と呼んだ。

## ハリケーンの通過
短い休息の後、NOAA42はヒューゴの「目」を覆う分厚い雲の壁へ向かって飛んだ。時刻は既に夜となっており、乱気流が強まり、気圧も低下した。激しい雨の中を飛ぶNOAA42は左右数メートルにわたって激しく揺れる状態であった。この時点で風速は時速250キロにまで達し、気圧は960ミリバールであった。これはカテゴリ4のハリケーンと同等であった。ヒューゴ中心部への道程のうち、最初の3分の2はまだましであったが、残りの3分の1は「地獄がバラバラに壊れたようだった」と司令官は語った。乱気流は激しさを増し、高度1500メートルへの上昇はもはや不可能であった。機体の揺れはなお激しさを増し、機長は一人で操縦桿を握ることができず、副操縦士が機長の補助に入った。二人がかりでエンジンを最大出力にしたが、それでもヒューゴの乱気流に抗うことはできず、高度を維持しながらヒューゴの中心を目指すことで精一杯であった。1分後には風速は時速287キロまで達し、さらに強くなり続けていた。気圧は950ミリバールへ下がり、なお下がろうとしていた。これは、ハリケーン・ヒューゴが最悪のカテゴリ5に相当する可能性を意味していた。
17時27分34秒、014°のコースを飛行中にフライトレコーダーが時速324キロという最大風速の横風を記録した。その5秒後、高度405メートルで27°のコースを飛ぶNOAA42は、時速35キロに達する下降気流に直面、17時27分56秒にはそれが時速38キロの上昇気流へと変化した。この時フライトレーダーは風速363キロと気圧930ミリバールを記録し、ハリケーン・ヒューゴは、カテゴリー5となった。NOAA42がカテゴリ5のハリケーンに遭遇するのは初めてであったが、堅牢な構造がNOAA42の空中分解を防いだ。
17時28分に当機が機首を13°まで下げると時速535キロに達し、14秒後には高度277メートルまで降下した。周囲は次第に明るくなり、ヒューゴの目に近づいていることを示していた。しかし、その後視界は急激に暗くなり、設計加速度負荷の3倍に相当する衝撃がNOAA42を襲った。飛行機は激しく横揺れし、設置された機器は床に放り出された。その時、操縦室のクルーは、右内部の3番エンジンで火災が起きたことを計器から知った。窓からは長さ9メートルの光がエンジンから伸びるのが見え、エンジン内の温度は1260℃に達していた。
17時28分30秒、エンジンが停止。NOAA42は制御不能に陥っていた。
17時29分ごろ、右に大きく傾き高度270メートルまで降下したところで、乱気流は突然終わった。
NOAA42はついにハリケーンヒューゴの「目」に到着したのである。

## ヒューゴの中で

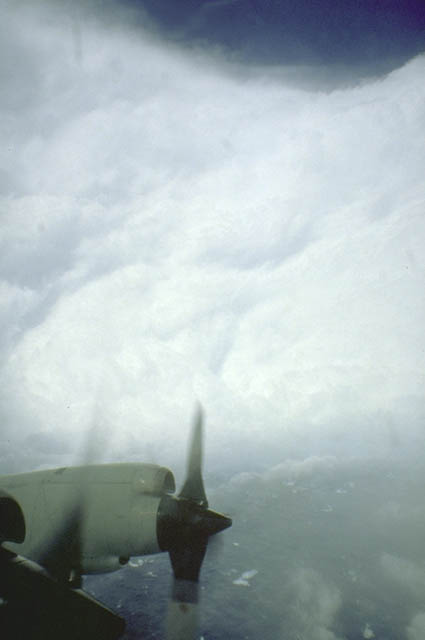
ハリケーンヒューゴの目

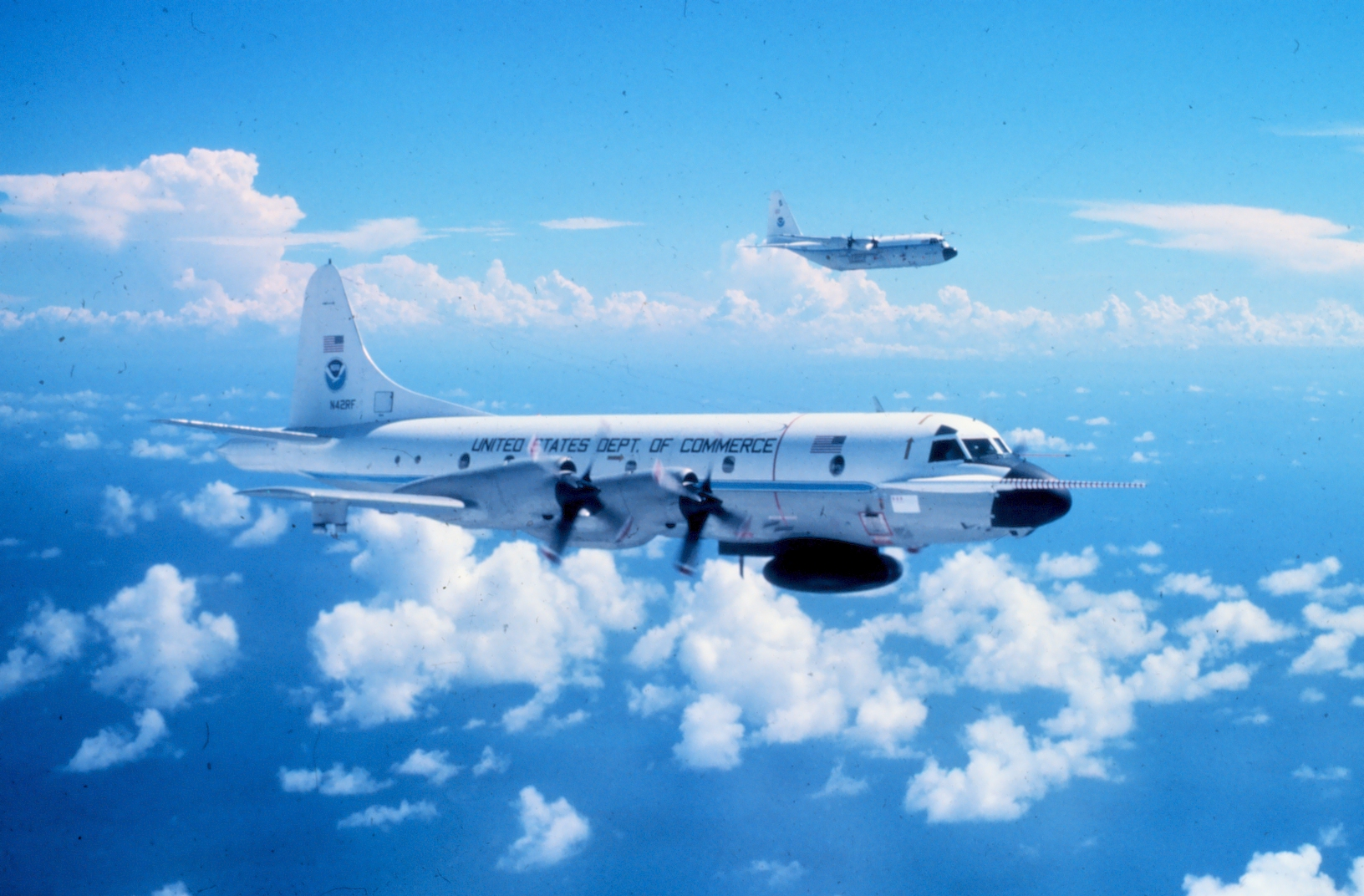
NOAA42と飛行を行うNOAAのC-130

ヒューゴの「目」に到達すると、パイロットは即時に、3番エンジンの喪失と、4番エンジン（右外側）に長さ2メートルほどの布のようなものがあることを報告した。NOAA42はまだ右に傾いており、ヒューゴの中心へではなく右へ向かって飛んでいた。パイロットは左旋回を行い、危険な雷雲のそばを進んだ。NOAA42はハリケーンの目の中を一周しながら、次第に高度を上げていた。
この時、管制官が客室内の状況を訪ねた。重傷を負ったものはいないものの、機材や物が床のあちこちに転がる惨状であった。また、NOAA42は非常に重く、２つのエンジンのみで高度を上げてヒューゴから脱出することはできなかった。クルーは残りのエンジンが正常に作動するかの確認を行い、NOAA43からの無線に応対した。
（NOAA42）――　デイブ、私たちは今話すことができない。私たちは深刻な緊急事態に陥っています。NOAA42はエンジンをひとつ失い、残り3つのエンジンしかありません。今は燃料を排出する準備をしています。
NOAA43は、NOAA42の救助のため目へ向かいつつ、ヒューゴに近い軍事偵察機C-130に報告する、と答えた。
（NOAA42）――デイブ、ありがとうございます。これから燃料を排出するので、15分後まではこれが最後の会話です。完了したら報告します。私たちの状況についてマイアミに知らせてください。42、通話終了。
4番エンジンの温度センサーは高温を示しており、クルーは高度を上げるために、航空機の重量を減らすことを決めた。NOAA42は22,769キログラムの燃料を搭載しており、そのうち6803キログラムの排出を決定した。一方、燃料を排出する際に火花によって点火することを防ぐため、22台の水温計付き自立プローブ（およそ300キログラム）を脱落させた。客室内の全機器の電源を落とし、必要な分の燃料のみを残して放出が完了したところでクルーが再びナビゲーション装置の電源を入れると、すぐに偵察機C-130からの連絡があった。（コールサインはTEAL57であった）
TEAL57のクルーはNOAA42に起きた事態を知っており、西およそ3キロメートルの地点からヒューゴへ突入すると伝えた。それに対しNOAA42は、「目」に入った後に下降して、NOAA42の4番エンジンに損傷がないか点検してほしいと答えた。
5分後、TEAL57はハリケーンの目に入ったことを報告し、NOAA42の行方を尋ねた。カテゴリー5のハリケーンの中心で操縦しながら、両機は約300メートルの距離まで近づいて通信を行った。
（TEAL57）――NOAA42、我々は、4番エンジンを含めてあなたの機体上部をはっきりと見ることができます。吹き飛ばされた氷結防止ブーツが第4エンジンにぶら下がっているらしいこと以外に損傷はありません。望むならば、我々は機体下部を検査します。
（NOAA42）――お願いします。
数分後、TEAL57は結果を報告した。
（TEAL57）――NOAA 42、損傷はありません。脱出は東側の雲の壁からを考えています。これから、NOAA42が脱出可能か調査を開始します。安全なルートが見つかるまで努力します。
（NOAA42）――了解、TEAL57、ありがとうございました。

## 帰還
NOAA42は、ハリケーンの中を一周しつつ3つのエンジンで高度2,133メートルまで上昇したが、さらなる上昇はエンジンの過熱と損傷につながる恐れがあった。NOAA43の機長であるデイブは、西側の高度4600メートルから「目」に突入してNOAA42を視認していることと、高度4572メートルであればハリケーンからの脱出は難しくないことを伝えた。それに対しNOAA42は、自分たちは高度2133メートル以上への上昇を恐れており、TEAL57が現在の高度で比較的安全な出口を調査中だ、と答えた。NOAA43は、高度4572メートルのまま状況を監視すると報告した。
数分後、TEAL57から、南壁からの脱出は難しく、東壁からが良いだろうと報告した。さらに数分後、北東の壁を通るルートは比較的安全であることが分かった。NOAA42のレーダースクリーンもまた、ヒューゴの「目」の北東では風がいくらか弱まることを示していた。NOAA42の機長はデータを確認し、TEAL57のクルーに、後に続いてハリケーンを脱出すると伝えた。
18時25分。エンジン3基を従えたNOAA42は、高度2200メートル、060°のルートでハリケーンの北東壁に突入した。機体はすぐ大雨に打たれ、風速は時速314キロ、突風では時速351キロにまで達した。クルーが上昇気流と格闘する中でエンジンは轟音を立てたが、突入時とは違い、強い衝撃は受けなかった。18時30分になると風速は時速277キロへ落ちて、乱気流も減少した。レーダーは、黄色と緑色のゾーンにあることを示していた。30分後、乱気流はほとんど収まり、晴れ間が見えた。壊滅的な状況が始まってから1時間後、NOAA42はついにハリケーンから脱出した。軍用機は追加の支援が必要か尋ねたが、NOAA42は断った。
18時43分に高度3200メートルまで上昇しグラントレー・アダムス国際空港へ向かい、20時21分30秒に無事着陸した。3番エンジンの点検と修理を行い、1ヵ月後に機体はフロリダへと戻った。
その直後、ハリケーン・ヒューゴはカリブ諸島と東海岸を襲った。上陸時点ではカテゴリー4へと弱まってはいたが、百人以上の人々が犠牲とになり、総被害額は90億ドルに達した、当時では史上最悪のハリケーンであった。

## 事故の原因
気象ステーションのレーダーはハリケーンのかなりの範囲を観測できていたが、ゾーンを危険度によって色分けする機能が無かったためにモニターでは白黒に映っており、この状況では役に立たなかった。フロントレーダーにはカラーモニターが付いていたが、観測範囲は非常に狭かった。そのため、NOAA42のクルーはハリケーンの勢力を正確に判断できず、ヒューゴへの進入はわずか高度457メートル、最も危険なルートで行われた。
3番エンジン火災の原因は、燃料センサーの故障により燃料が過剰供給されたため、エンジン内で異常発火したためであった。これは航空機に一般的に見られる欠陥であり、ハリケーンを通過するという危険な飛行中にエンジン火災が発生したという事実は、致命的な事故に繋がることが判明した。

## その後のNOAA42
事故後に修理が行われ、N42RF号機はハリケーンの中心部への研究飛行を行い続けている。

## 番組
メーデー!:航空機事故の真実と真相 第11シーズン第6話 "Into The Eye of The Storm" - 当事故について扱われている。